# 巴克爾柯伊
巴克爾柯伊（Bakırköy）是土耳其伊斯坦堡的39個區之一，位於博斯普魯斯海峽以西的歐洲部份，面積32.4平方公里，人口223,248人。

巴克爾柯伊